# Giacomo Lomellini
Pour les articles homonymes, voir Lomellini.
Giacomo Lomellini a été le 97e doge de Gênes du 16 juin 1625 au 25 juin 1627.